# Ponto

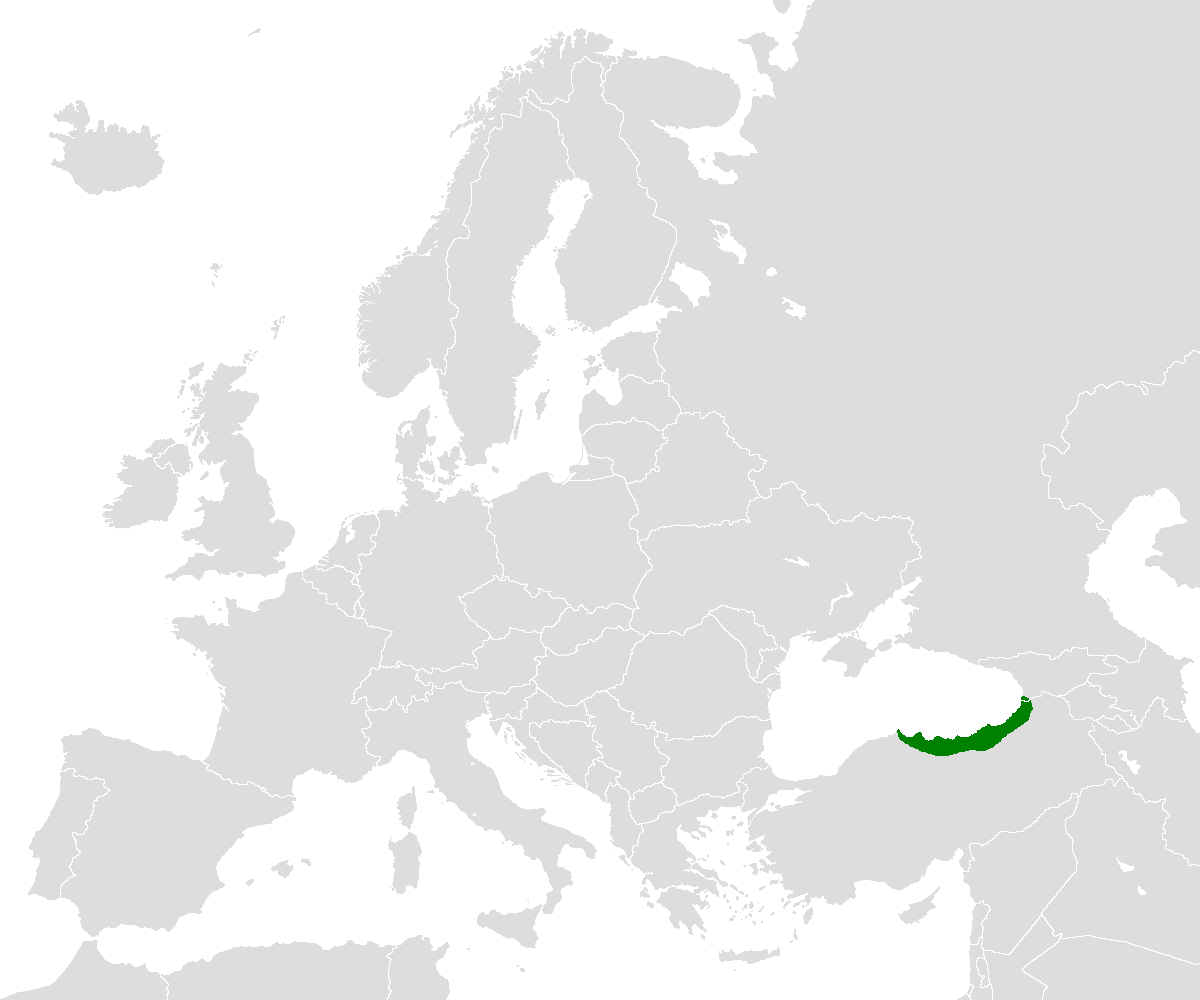
En verde, la región histórica del Ponto

Ponto (en griego: Πόντος, mar) era el nombre dado en la antigüedad a las vastas extensiones de tierra del noreste de Asia Menor (la actual Turquía) que bordeaban el Ponto Euxino (Mar Negro), llamado con frecuencia por los griegos simplemente Pontos, que sería la forma corrompida del nombre original Pontôi (en el Ponto). La importancia real de este nombre puramente territorial varió enormemente a lo largo del tiempo. Los griegos lo aplicaron con ligereza a diversas partes de las costas del Euxino, hasta que con la conformación del Reino del Ponto el término se relacionó directamente con la zona ya mencionada, e incluso hasta nuestros días, el nombre perdura en el griego moderno, a pesar de que la zona hoy sea parte del territorio de Turquía. La primera fuente escrita que usa esta denominación es la Anábasis de Jenofonte.

## Geografía

La región del Ponto.

La región del Mar Negro, llamada simplemente Ponto por algunos eruditos, tiene una costa escarpada, rocosa, con torrentes de ríos que caen por desfiladeros costeros. Los ríos más grandes, aquellos que descienden desde las montañas Pónticas (Doğu Karadeniz Dağlar), tienen anchos tributarios que fluyen desde zonas elevadas. El acceso desde el interior hacia la costa es limitado a causa de sus valles estrechos y de unas elevaciones que varían desde los 1.525 a 1.800 m en el oeste y 3.000 a 4.000 m en el este, en las montañas Kaçkar, que forman una pared casi infranqueable que separa a la costa del interior. Las cumbres más altas existentes hacia el sudoeste tienden a ser densamente húmedas. Es debido a estas condiciones naturales que la costa del mar Negro históricamente se ha encontrado en una situación de aislamiento respecto del interior de la península anatólica. En la parte este de la región se encuentran las célebres minas de hierro de Chalybes.

## Historia del Ponto
Los griegos comienzan hacia el siglo VIII a. C. la colonización de la península de Anatolia y los bordes del mar Negro, principalmente por griegos de origen jónico. El nombre Ponto tarde o temprano se hizo representativo de la zona noreste de Anatolia, hacia fines de la época clásica griega.

### Reino del Ponto
En sus orígenes, el Reino del Ponto era una satrapía del Imperio persa hasta la conquista de Alejandro Magno. El término no obtuvo una connotación definida hasta el establecimiento del reino fundado más allá del río Halys (el actual Kizil Irmak), durante el dificultoso periodo que siguió a la muerte de Alejandro Magno, sobre el 301 a. C., por Mitridates I, hijo de un sátrapa persa al servicio de Antígono, uno de los sucesores de Alejandro. El reino fue gobernado por un linaje de reyes, la mayoría de ellos llevando el mismo nombre, hasta el año 64 d. C.
Como la mayor parte de este reino se ubicaba dentro de la inmensa región de Capadocia, ya en sus primeros años el reino se extendió desde las fronteras de Cilicia hasta el Ponto Euxino (Mar Negro). En sus orígenes el reino se llamó Reino de Capadocia hacia el Ponto, pero después simplemente Ponto, por lo que el nombre de Capadocia de allí en adelante estuvo restringido a la mitad sur de la región antes incluida bajo aquel título. Durante el último reinado, Mitrídates VI, comúnmente llamado el Grande, el reino del Ponto incluía no solo la Capadocia Póntica, sino también el litoral de la frontera desde Bitinia a la Cólquida, parte de Paflagonia interior y Armenia Inferior. Mitrídates VI pasaría a la historia por oponer una férrea resistencia a los ejércitos romanos tanto de Sila como de Lúculo y finalmente Pompeyo, quien derrotaría a Mitrídates que ya había llevado a cabo tres largas guerras, conocidas como guerras mitridáticas, desde el año 88 a. C. hasta el 65 a. C.

### Provincia romana delPontus
Tras el sometimiento a la estructura provincial romana, la forma de vida poco había cambiado para los habitantes del Ponto, ni para las oligarquías que siguieron controlando las ciudades, ni para la gente común y corriente tanto en la ciudad como en el interior, pero el significado del nombre Ponto sufrió un cambio. El reino fue anexionado al Imperio romano, uniéndose con Bitinia en una doble provincia llamada Pontus et Bithynia: esta parte incluyó sólo el litoral entre Heraclea (Eregli) y Amisos (Samsun), la ora Pontica. Posteriormente, al hablar del Pontus, se comprendía la referencia que se hacía con la mitad de aquella provincia dual, concepto utilizado sobre todo por los romanos y gente que habla desde el punto de vista romano; como ocurre casi siempre en el Nuevo Testamento, en donde se recurre frecuentemente a esta toponimia.
Con la reorganización del sistema provincial realizada bajo la autoridad de Diocleciano (hacia el año 295), los distritos pónticos fueron separados en cuatro provincias de la Diócesis Póntica:
1. Paflagonia, a la que fue incorporada la mayor parte de la antigua provincia del Pontus.
2. Diospontus, renombrada como Helenopontus por Constantino, conteniendo el resto de la provincia del Pontus y el distrito contiguo, incluyendo a ocho ciudades en su jurisdicción (incluyendo Sinope, Amisos y Zela), con Amasia como capital.
3. Pontus Polemoniacus, que incorporaba a Comana, Argyroupolis, Polemonium, Cerasus  y Trapezus, con Neocaesarea como capital.
4. Armenia Minor, con cinco ciudades, con Sebasteia como capital.
Sobre la base de esta reorganización, siglos después surgiría el sistema bizantino de distritos militares (themas).

### El Ponto bajo dominio de bizantinos, otomanos y turcos
El Ponto siguió siendo un Estado autónomo conforme a la regla Imperial de Constantinopla durante la mayor parte de la historia del Imperio bizantino. La conquista de Constantinopla a manos de los latinos dio lugar al Imperio de Trebisonda, que existió en el área desde 1204 hasta el 15 de agosto de 1461. Después de esto, el nombre Ponto fue conservado para un Estado dentro del Imperio otomano.
En el siglo XX, la situación de las minorías cristianas en el Ponto empeoró con la creciente influencia de los jóvenes turcos, que culminaría en matanzas de masas y deportaciones. El parlamento griego ha declarado el 19 de mayo como una fecha en memoria del genocidio de los griegos pónticos.
Después del establecimiento de la República de Turquía, el Ponto no fue reconocido como autónomo. En 1921 se propuso un Estado Póntico independiente, pero nunca se ha realizado. De acuerdo al tratado de Lausana, las fronteras de Turquía fueron renegociadas y en 1923, el cambio de población entre Grecia y Turquía obligó a aproximadamente 1,5 millones de griegos que vivían en Turquía a reasentarse en Grecia, y cerca de 500.000 turcos que vivían en Grecia a reasentarse en Turquía.
El artículo 1 de la Convención Acerca del Cambio de Poblaciones Griegas y Turcas, datada el 30 de enero de 1923, entre los gobiernos de Grecia y Turquía, establece lo siguiente:

A partir del 1 de mayo de 1923 habrá un cambio obligatorio de los nacionales turcos de religión griega ortodoxa establecidos en territorio turco, y de los nacionales griegos de religión musulmana establecidos en territorio griego. Estas personas no volverán a vivir en Turquía o Grecia respectivamente sin la autorización del gobierno turco o del gobierno griego respectivamente.

Un gran número de griegos pónticos emigraron después de esta convención a países de la región del Cáucaso, principalmente Georgia y Rusia. La mayoría de los descendientes de la diáspora griega que vivían en la antigua URSS estaban localizados en estos dos países.